# René Nicolas Hémery
René Nicolas Sulpice Hémery est un homme politique français né le 14 novembre 1745 à Doullens (Somme) et décédé le 20 novembre 1807 au même lieu.
Administrateur du département, il est élu en 1791 député de la Somme à l'Assemblée Législative. Il siège dans la majorité. 
En 1800, il devient juge suppléant au tribunal civil de Doullens et conseiller général.

## Sources
- « René Nicolas Hémery », dans Adolphe Robert et Gaston Cougny, Dictionnaire des parlementaires français, Edgar Bourloton, 1889-1891 [détail de l’édition]